# Bracon scaricatus
Bracon scaricatus är en stekelart som beskrevs av Papp 1965. Bracon scaricatus ingår i släktet Bracon och familjen bracksteklar. Inga underarter finns listade.